# چمپوود (ویرجینیای غربی)
چمپوود (به انگلیسی: Champwood) یک منطقهٔ مسکونی در ایالات متحده آمریکا است که در شهرستان مینرال، ویرجینیای غربی واقع شده‌است.